# Boomerang Coast to Coaster
Boomerang Coast to Coaster is een stalen shuttle-achtbaan van het model Boomerang in het attractiepark Six Flags Discovery Kingdom.
De baan werd gebouwd door Vekoma en is in gebruik sinds 27 maart 1998.
Bij plaatsing was de baan appelblauwzeegroen en had deze lichtgrijze tot witte supports. De trein was toen groen met een gele onderkant. In 2008 werd de baan donkerblauw geschilderd en kregen de supports een felgele kleur. De trein werd mee blauwgespoten. In 2010 kreeg de baan een nieuwe trein die alle kleuren van de regenboog kent.